# Tom Kennedy (Musiker)

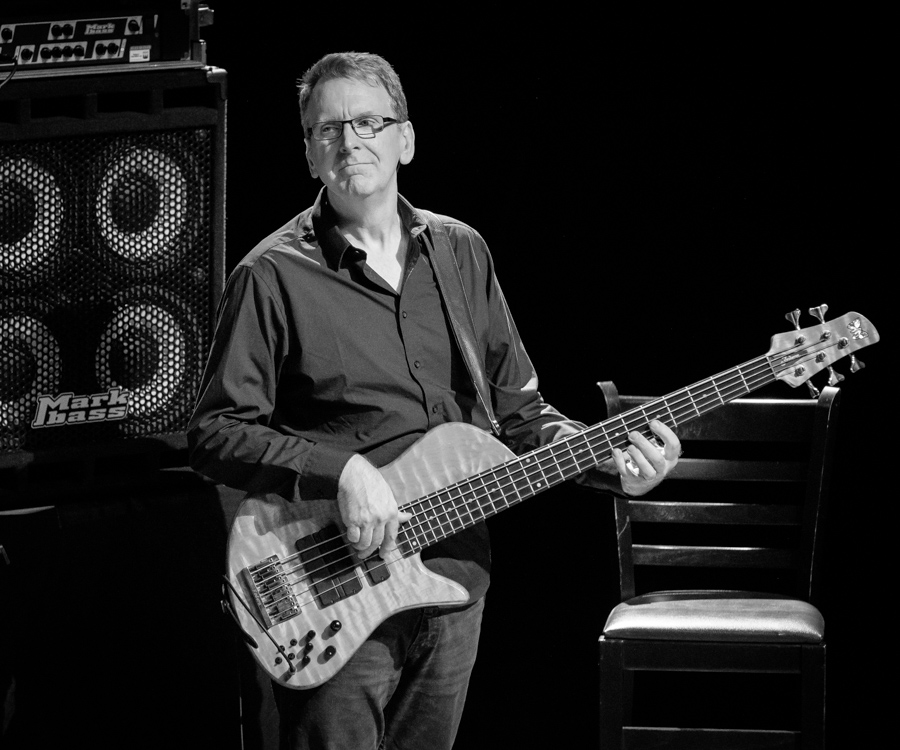
Tom Kennedy (2018)
Bild: Tore Sætre

Tom Kennedy (* 21. August 1960 in St. Louis) ist ein amerikanischer Jazz- und Fusionmusiker (Kontrabass, Bassgitarre).

## Leben und Wirken
Kennedy stammt aus einer Musikerfamilie; sein Vater arbeitete zunächst als Trompeter; sein älterer Bruder war der Pianist Ray Kennedy. Mit acht Jahren machte er Bekanntschaft mit dem Kontrabass, den sein Bruder im Schulorchester spielen sollte, und erhielt ab dem Alter von neun Jahren regulären Unterricht bei Jerry Cherry. Als Jugendlicher besuchte er Workshops bei Stan Kenton, mit dem er auch (gemeinsam mit Peter Erskine) jammte. Als Jugendlicher spielte er nicht nur mit lokalen Musikern, sondern bildete schon früh mit seinem Bruder eine Rhythmusgruppe, die Dizzy Gillespie, Sonny Stitt, Stan Kenton, James Moody, Barney Kessel, Eddie Harris, George Russell, Nat Adderley, Bill Watrous oder Freddie Hubbard bei Auftritten in St. Louis begleitete. Mit 17 Jahren wechselte er auf den E-Bass. Gemeinsam mit seinem Bruder nahm er ab 1988 als The Kennedy Brothers eine Reihe von Alben auf, zuletzt 2008 ein Harold-Arlen-Tributalbum.
Nach seinem Umzug nach New York City (1984) gehörte er im Fusionbereich zunächst zu Steps Ahead, wo er mit Michael Brecker und Bill Connors spielte. Weiterhin arbeitete er mit Tania Maria und mit Didier Lockwood, später auch mit Don Grolnick, Steve Khan, Randy Brecker, Al Di Meola, Mike Stern, Joe Sample, Frank Gambale, Steve Lukather, David Sanborn, Simon Phillips oder Planet X. Ab 1998 gehörte er zur Band von Dave Weckl. Er trat auch mit Benny Green, Bucky Pizzarelli oder Junior Cook auf.

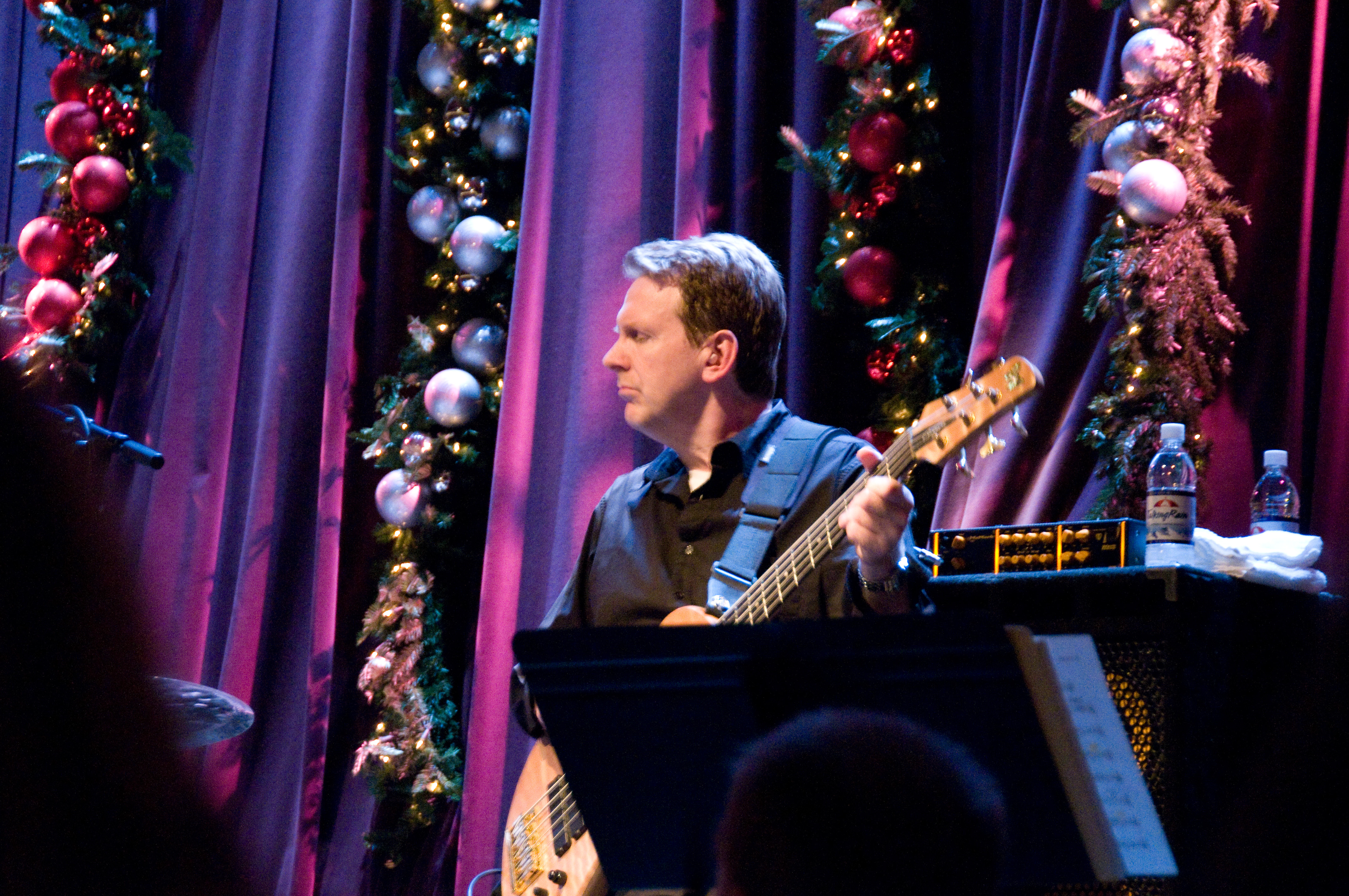
Tom Kennedy (2009)

## Diskographische Hinweise
- Basses Loaded (TKM 1996, mit Keith Fiddmont, Ray Kennedy, Dave Weckl, Sammy Figueroa sowie Tania Maria)
- Bassics (Victoria 2002, mit Mundell Lowe und Joe LaBarbera)
- Just for the Record (CD Baby 2012)
- Just Play! (Capri Records 2013, mit Tim Hagans, John Allred, George Garzone, Steve Wirts, Renee Rosnes, Mike Stern, Lee Ritenour, Dave Weckl)[1]
- Points of View (2017, mit Karla Harris, Nick Marcione, Randy Brecker, Bob Malach, Bill Evans, Bob Franceschini, Charles Blenzig, Chuck Loeb, Lee Ritenour, Mike Stern, Richie Morales, Dave Weckl, Obed Calvaire, Wes Ritenour)[2]